# La balada de Cable Hogue
La balada de Cable Hogue es una película estadounidense de 1970, de género western crepuscular, dirigida por Sam Peckinpah e interpretada por Jason Robards, Stella Stevens, David Warner, Strother Martin y Slim Pickens.
Ganadora del premio Círculo de Escritores Cinematográficos 1972 de España, a la Mejor película extranjera.

## Sinopsis
En algún momento de 1905, abandonado en el desierto por sus compañeros, Cable Hogue (Jason Robards) se libra de una muerte segura cuando, escarbando en un lodazal, encuentra agua y establece un puesto en la ruta de la diligencia al que llama Cable Springs. Por allí pasarán diversos personajes mientras él sólo piensa en la venganza.
Hogue comienza una relación con Hildy (Stella Stevens), una prostituta del saloon del pueblo más cercano, que poco después deja su trabajo para pasar una temporada en Cable Springs antes de ir a San Francisco.
Un día Taggart (L.Q. Jones) y Bowen (Strother Martin), los que le abandonaron en pleno desierto, aparecen por allí en la diligencia. Hogue finge no guardarles rencor y les tiende una trampa.
Uno de los primeros coches a motor pasa por Cable Springs a toda velocidad sin detenerse y sus conductores se ríen de la arcaica escena, es un mundo acabado.
Hogue decide ir a San Francisco en busca de Hildy, pero entonces ella aparece montada en otro coche elegantemente vestida. Se ha hecho rica en San Francisco después de casarse con un hombre acomodado que pronto murió de un derrame cerebral, y ahora se traslada a Nueva Orleans, acompañada de Hogue, si él está conforme. Todo parece que acabará felizmente pero la torpeza de Hogue con el coche mientras colocaba su equipaje provoca un accidente y Hogue muere atropellado por el vehículo. 
En el funeral sus amigos e Hildy se dan cuenta de que no es solo la muerte de un hombre sino también de una era. La diligencia y el automóvil parten en direcciones opuestas. En la escena final un coyote merodea por la abandonada Cable Springs, pero tiene un collar - posiblemente un símbolo de la naturaleza domada.

## Reparto
- Jason Robards como Cable Hogue.
- Stella Stevens como Hildy.
- David Warner como Joshua el predicador.
- Strother Martin como Bowen.
- Slim Pickens como Ben Fairchild.
- L.Q. Jones como Taggart.
- Peter Whitney como Cushing.
- R.G. Armstrong como Quittner.
- Gene Evans como Clete.
- William Mims como Jensen.
- Kathleen Freeman como Mrs. Jensen

## En la cultura popular
- El músico galés John Cale incluyó una canción titulada "Cable Hogue" en su álbum de 1975 Helen of Troy.
- El coche verde que atropella a Hogue es uno de los "Leslie Special" usados anteriormente en la película La carrera del siglo.

## Premios
Medallas del Círculo de Escritores Cinematográficos
| Categoría                 | Nominados                | Resultado |
| ------------------------- | ------------------------ | --------- |
| Mejor película extranjera | La balada de Cable Hogue | Ganadora  |